# Вальтер Муссгофф
Вальтер Муссгофф (нім. Walter Musshoff; 2 жовтня 1885, НисаНайссе — 12 грудня 1971, Мангайм) — німецький військово-повітряний діяч, генерал авіації.

## Біографія
3 квітня 1905 року вступив в 62-й піхотний полк. З жовтня 1912 по січень 1914 року навчався у Військовій академії. В січні-травні 1914 року пройшов льотну підготовку в 1-му авіазагоні. Учасник Першої світової війни, з 1 серпня 1914 року — льотчик 16-го польового авіазагону. У вересня 1916 року переведений в Генштаб, служив в штабі 10-ї армії (з 15 вересня 1916), очолював оперативний відділ штабу 3-го резервного корпусу (з 10 листопада 1918). З березня 1919 по червень 1921 року керував оперативним відділом штабу Добровольчого корпусу Герліца. 30 червня 1921 року звільнений з армії.
15 серпня 1933 року вступив на службу в люфтваффе офіцером для особливих доручень в Імперському міністерстві авіації. З 1 квітня 1934 року — начальник штабу 4-го авіаційного округу, з 1 жовтня 1937 року — начальник 13-ї авіаційної області (зі штаб-квартирою в Нюрнберзі). 1 лютого 1939 року переведений в резерв, але 31 травня 1939 року призначений начальником 1-ї авіаційної області зі штабом в Кенігсберзі, а 12 лютого 1940 року очолив 100-й штаб авіаційної області особливого призначення. У липні-серпні 1940 року — начальник авіаційної області «Західна Франція». З 1 листопада 1940 по 30 вересня 1943 року — суддя Імперського військового суду, потім значився з Імперському міністерству авіації. 11 квітня 1945 року взятий в полон американськими військами. 6 березня 1947 року звільнений.

## Звання
- Фанен-юнкер (3 квітня 1905)
- Фенріх (18 листопада 1905)
- Лейтенант (18 серпня 1906)
- Оберлейтенант (17 лютого 1914)
- Гауптман (18 червня 1915)
- Майор (15 грудня 1919)
- Оберстлейтенант (1 квітня 1934)
- Оберст (1 березня 1936)
- Генерал-майор (1 січня 1939)
- Генерал-лейтенант (1 листопада 1940)
- Генерал авіації (1 листопада 1942)

## Нагороди
- Рятувальна медаль
- Нагрудний знак військового пілота (Пруссія)
- Залізний хрест 2-го і 1-го класу
- Королівський орден дому Гогенцоллернів, лицарський хрест з мечами
- Нагрудний знак «За поранення» в чорному
- Пам'ятний знак пілота (Пруссія)
- Почесний хрест ветерана війни з мечами
- Нагрудний знак спостерігача
- Медаль «За вислугу років у Вермахті» 4-го, 3-го і 2-го класу (18 років)
- Імперський орден Ярма та Стріл (Іспанія; 20 січня 1941)